# Gargara pilinervosa
Gargara pilinervosa är en insektsart som beskrevs av William D. Funkhouser. Gargara pilinervosa ingår i släktet Gargara och familjen hornstritar. Inga underarter finns listade i Catalogue of Life.